# Členění Ruska
Členění Ruska bývá prováděno několika způsoby podle několika následujících metod a klíčů.

## Federální subjekty
Ruská federace se dělí na 85 samosprávných subjektů, různého typu, podle stupně autonomie.
- 22 republik
- 9 krajů
- 46 oblastí
- 3 federální města
- 1 autonomní oblast
- 4 autonomní okruhy

## Federální okruhy
Na základě administrativní reformy z roku 2000 je těchto 85 subjektů navíc sdruženo do 8 regionů, zvaných federální okruhy (rusky: федеральные округа, j. č. федеральный округ); představitele okruhů jmenuje prezident Ruska. Představitel je zaměstnanec administrace prezidenta. Federální okruhy nejsou teritoriální a administrativní dělení. Jsou jen součástí výkonné moci.
- Centrální federální okruh
- Jižní federální okruh
- Severozápadní federální okruh
- Dálněvýchodní federální okruh
- Sibiřský federální okruh
- Uralský federální okruh
- Povolžský federální okruh
- Severokavkazský federální okruh

## Ekonomické rajóny
Výhradně pro hospodářské a statistické účely existuje také členění na 12 ekonomických rajónů (rusky: экономические районы, j. č. экономический район).
- Centrální (Центральный)
- Centrálně-černozemní (Центрально-чернозёмный)
- Východní Sibiř (Восточная Сибирь)
- Dálný Východ (Дальний Восток)
- Severní (Северный)
- Severní Kavkaz (Северный Кавказ)
- Severozápadní (Северо-западный)
- Povolží (Поволжье)
- Ural (Урал)
- Volžsko-Vjatský (Волго-Вятский)
- Západní Sibiř (Западная Сибирь)
- Kaliningrad (Калининград)

## Vojenské okruhy
Pro vojenské účely je Ruská federace rozdělena do 5 okruhů.
- Centrální)
- Severní
- Východní
- Západní
- Jižní